# Amazon Web Services
Amazon Web Services або AWS (читається як ей дабл ю ес) є дочірньою компанією Amazon.com, що надає платформу хмарних обчислень в оренду приватним особам, компаніям та урядам на основі платної підписки. Існує і безкоштовна підписка, яка доступна протягом перших 12 місяців. Технологія дозволяє абонентам мати у своєму розпорядженні повноцінний віртуальний кластер комп'ютерів, який завжди доступний через Інтернет. Віртуальні комп'ютери AWS мають більшість атрибутів реального комп'ютера, включаючи апаратні пристрої (процесор, відеокарту, локальну та оперативну пам'ять, жорсткий диск або SSD-накопичувач); операційну систему на вибір; мережу; і попередньо встановлені прикладні програми, такі як вебсервер, база даних, CRM і т. д. Кожна система AWS також віртуалізує консольний ввід/вивід (клавіатура, дисплей і миша), що дозволяє користувачам AWS підключитися до своєї системи AWS за допомогою браузера. Браузер виступає як вікно у віртуальний комп'ютер, дозволяючи користувачу входити в систему, налаштовувати та використовувати свої віртуальні системи так само, як справжній, фізичний комп'ютер. Це дозволяє їм налаштувати систему так, щоб надавати інтернет-орієнтовані сервіси та послуги своїм клієнтам.
Технологія AWS базується на серверних кластерах (фермах), розташованих по всьому світі. Плата за користування базується на комбінації використання апаратних засобів/ОС/програмного забезпечення/мережевих функцій, вибраних користувачем, а також вимог до доступності, надлишковості (redundancy), безпеки та додаткових параметрів. Виходячи з того, що користувач потребує і оплачує, він може зарезервувати один віртуальний комп'ютер (VM), кластер віртуальних комп'ютерів (VM Cluster), фізичний (реальний) комп'ютер (Server), призначений для його виняткового використання, або навіть кластер фізичних комп'ютерів (Server Cluster). Компанія Amazon зобов'язується керувати та оновлювати програмне та апаратне забезпечення для дотримання необхідних стандартів безпеки. AWS працює в багатьох географічних регіонах, у тому числі в Канаді, Німеччині, Ірландії, Сінгапурі, Токіо, Сіднеї, Пекіні, Лондоні і т. д.
У 2016 році AWS надавав більш ніж 70 сервісів, що охоплюють широкий спектр, включаючи обчислення та зберігання даних, їхню передачу по мережі, аналітику, мобільні застосунки, інструменти для розробників і т. д. Найпопулярніші з них є Amazon Elastic Compute Cloud (EC2) і Amazon Simple Storage Service (S3). Більшість служб не надаються безпосередньо кінцевим користувачам, але замість цього пропонуються функціональні можливості через API, які розробники можуть використовувати в своїх програмах. Пропозиції Amazon Web Services доступні через HTTP, використовуючи архітектурний стиль REST та протокол SOAP.
Amazon рекламує AWS як спосіб отримання обчислювальної потужності що масштабується швидше та дешевше, ніж побудова власного фізичного серверного кластеру. Усі послуги оплачуються залежно від використання, однак кожна служба вимірює використання своїм методом.

## Історія

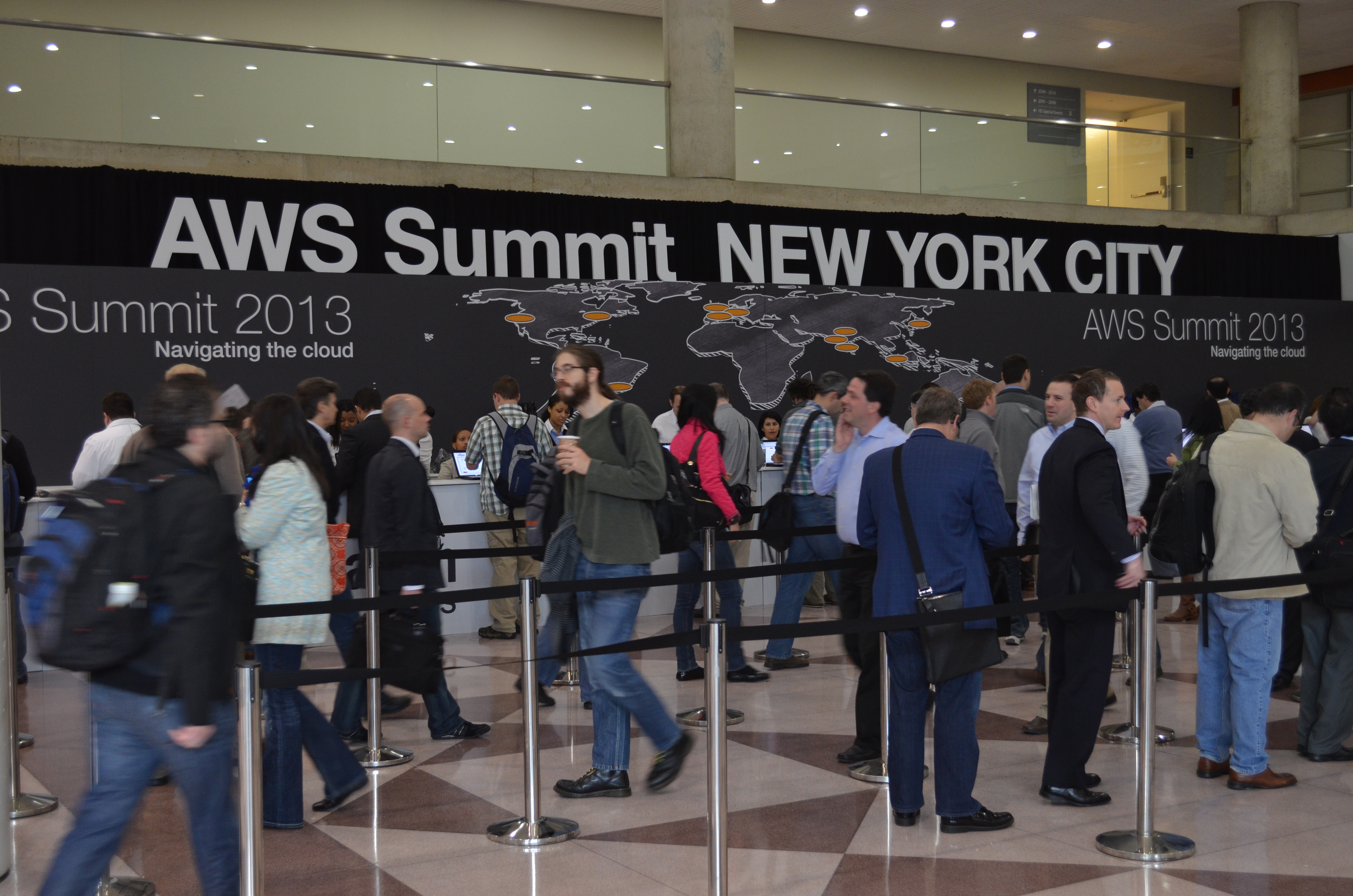
AWS Summit 2013 event in NYC.

Платформа AWS була запущена в липні 2002 року, щоб «розкрити технологію та дані про продукти Amazon, що дозволять розробникам самостійно створювати інноваційні та підприємницькі застосунки». Спершу платформа складалася лише з кількох інструментів та послуг. Та наприкінці 2003 року концепція AWS була публічно переформульована, коли Кріс Пінкгем (Chris Pinkham) і Бенджамін Блек (Benjamin Black) представили документ, який описує бачення інтегрованої обчислювальної інфраструктури для роздрібної торгівлі, яка була повністю стандартизована, повністю автоматизована і покладається на такі вебсервіси, як зберігання інформації та використовує внутрішні розробки Amazon. Наприкінці доповіді вони згадали про можливість продажу доступу до віртуальних серверів як послуги, пропонуючи що компанія може генерувати прибуток від нових інвестицій в інфраструктуру. У листопаді 2004 року була запущена перша служба AWS для загального використання: Simple Queue Service (SQS). Після цього Пінкгем і провідний розробник Кристопер Браун (Christoper Brown) розробили службу Amazon EC2, з командою в Кейптауні, Південна Африка..
Amazon Web Services було офіційно перезапущено 14 березня 2006 року, поєднавши три початкові сервіси: хмарне зберігання даних Amazon S3, SQS та EC2. Нарешті, платформа AWS забезпечила інтегрований набір основних онлайн сервісів, які Кріс Пінкгем і Бенджамін Блек запропонували ще в 2003 році, як сервіс що пропонується іншим розробникам, вебсайтам, клієнтським застосункам та компаніям. Енді Джессі (Andy Jassy), засновник і віце-президент AWS, у 2006 році заявив, що Amazon S3 (один з перших і найбільш масштабований елемент AWS) «звільняє розробників від турбот про те, де вони можуть зберігати дані, чи буде сховище безпечним і захищеним, чи буде воно доступним, коли це буде потрібно, з витратами, пов'язаними з обслуговуванням сервера, та чи мають вони достатньо місця для зберігання даних. Amazon S3 дозволяє розробникам зосередитися на інноваціях, а не думати, де зберігати дані». Його цитата — велике досягнення в історії в Інтернету, коли масивні керовані ресурси стали доступними для розробників по всьому світі, що дозволило їм запропонувати нові масштабовані вебтехнології. У 2016 році Джессі був висунутий на посаду генерального директора підрозділу. Засвідчує успіх AWS його щорічна компенсація, що в 2017 році склала майже 36 мільйонів доларів.
Для розвитку галузевих знань та навичок, AWS пропонує інженерам пройти програму сертифікації.
Джеймс Гамільтон (James Hamilton), інженер AWS, в 2016 році написав ретроспективну статтю, яка висвітлює десятирічну історію онлайн сервісів в період з 2006 по 2016 роки. Будучи раннім шанувальником і відвертим прихильником технології, він у 2008 році приєднався до команди інженерів AWS.

## Список продуктів

### Обчислення
- Amazon Elastic Compute Cloud (EC2) — це сервіс IaaS що надає в користування віртуальні сервери, які контролюються API, основані на гіпервізорі Xen. Еквівалентні віддалені сервіси включають Microsoft Azure, Google Compute Engine та Rackspace; та рішення, які встановлюються на локальні сервери OpenStack або Eucalyptus.
- Amazon Elastic Beanstalk — надає сервіс PaaS для розміщення хостингу програм. Еквівалентні сервіси: Google App Engine, Heroku та OpenShift для локального використання.
- Amazon Lambda (AWS Lambda) — платформа безсерверних обчислень. Запускає код у відповідь на внутрішні або зовнішні події, такі як http запит, відкрито надаючи необхідні ресурси[10]. Lambda глибоко інтегрована з AWS, але подібні сервіси, такі як Google Cloud Functions та відкриті рішення типу OpenWhisk набирають популярність.

### Мережа
- Amazon Route 53 — надає сервіс Managed DNS, що масштабується, який в свою чергу надає сервіс перетворення імені хосту в IP-адресу.
- Amazon Virtual Private Cloud (VPC) — створює логічний, ізольований набір ресурсів AWS, які можуть бути об'єднані за допомогою VPN. Рішення конкурентів це OpenStack або HPE Helion Eucalyptus, що використовується в поєднанні з програмним забезпеченням PaaS.
- AWS Direct Connect — надає виділені мережеві підключення до дата центрів AWS.
- Amazon Elastic Load Balancing (ELB) — автоматично розприділяє вхідний трафік між багатьма інстансами Amazon EC2.
- AWS Elastic Network Adapter (ENA) — надає мережевий канал шириною 20Gbit/s до інстансів Amazon EC2[11].

### Доправлення вмісту
- Amazon CloudFront — це мережа доставки контенту (CDN) до обладнання, що фізично знаходяться неподалік від запиту

### Контакт центр
- Amazon Connect — центр самообслуговування. Сервіс контакт центру базується на хмарному рішенні. Він дозволяє багатьом бізнесам надавати кращу підтримку для клієнтів за нижчою ціною. Amazon Connect базується на тій самій технології, що й Amazon customer service.

### Зберігання даних та доправлення вмісту
- Amazon Simple Storage Service (S3) — забезпечує зберігання даних типу об'єкт (object storage), масштабується, та доступний через інтерфейс Web Service. Застосовується для створення резервних копій/архівування, зберігання файлів (включаючи медіа) та хостингу, хостингу статичних веб сторінок, даних програми і т. ін.
- Amazon Glacier — використовується для довго-термінового зберігання даних (в порівнянні з S3). Гарантує високу надлишковість (redundancy) та доступність (availability) проте має повільний доступ до даних. Призначений для архівування даних.
- AWS Storage Gateway, віртуальний пристрій зберігання блоків iSCSI з підтримкою хмарних резервних копій.
- Amazon Elastic Block Store (EBS) — забезпечує постійні обсяги зберігання на рівні блоків для EC2.
- AWS Import/Export — прискорює переміщення великих об'ємів даних в/з AWS, використовуючи портативні пристрої зберігання для транспортування.
- Amazon Elastic File System (EFS) — це служба зберігання файлів (файлова система) для інстансів Amazon Elastic Compute Cloud (Amazon EC2).

### База даних
- Amazon DynamoDB — надає масштабовану, онлайн-базу даних NoSQL з низьким часом відклику. Це забезпечується тим, що база даних працює на SSD
- Amazon ElastiCache — забезпечує кешування вебпрограм що знаходяться в пам'яті[en][12]. Аналогічні сервіси: Memcached та Redis[13].
- Amazon Relational Database Service (RDS) — надає масштабовані сервери баз даних з підтримкою MySQL, Oracle, SQL Server та PostgreSQL[14].
- Amazon Redshift — забезпечує зберігання даних в масштабі петабайтів за допомогою накопичувача на основі стовпців та численних вузлів.
- Amazon SimpleDB — дозволяє розробникам запускати запити щодо структурованих даних. Він працює в поєднанні з EC2 і S3.
- AWS Data Pipeline — забезпечує надійний сервіс для передачі даних між різними службами обчислення та зберігання AWS (наприклад, Amazon S3, Amazon RDS, Amazon DynamoDB, Amazon EMR). Іншими словами, ця служба — це просто система управління робочим навантаженням, яка надає API для керування та моніторингу робочих навантажень в хмарних застосунках[15].
- Amazon Aurora — забезпечує MySQL-сумісний реляційний двигун бази даних, який був створений спеціально для інфраструктури AWS, що надає більшу швидкість та зменшує витрати в порівнянні з великими базами даних.

### Розгортання
- AWS CloudFormation — забезпечує декларативну інфраструктуру на основі моделі Інфраструктура як код для налаштування AWS [16]
- AWS Elastic Beanstalk — забезпечує розгортання та керування застосунками в хмарі.
- AWS OpsWorks — дозволяє налаштовувати сервіси EC2 використовуючи Chef або Puppet.
- AWS CodeDeploy — дозволяє автоматизувати розгортання коду на інстансах EC2.

### Менеджмент
- Amazon Identity and Access Management (IAM) — це сервіс, що дозволяє безпечно контролювати доступ до сервісів AWS та ресурсів для ваших користувачів. Використовуючи IAM, ви можете створювати користувачів та групи і керувати ними, надавати чи забороняти доступ до ресурсів та сервісів, змінюючи права доступу.
- AWS Directory Service — це служба, яка дозволяє підключення до ресурсів AWS з ввімкнутою локальною службою Microsoft Active Directory або для створення нового окремого каталогу в AWS Cloud.
- Amazon CloudWatch — забезпечує моніторинг хмарних ресурсів і програм AWS, починаючи з EC2.
- AWS Management Console (AWS Console) — візуальний вебінтерфейс для управління та моніторингу інфраструктури Amazon, включаючи (але не обмежуючись) EC2, EBS, S3, SQS, Amazon Elastic MapReduce and Amazon CloudFront. Мобільна програма для Android підтримує деякі функції керування з консолі.
- Amazon CloudHSM — ця служба допомагає відповідати корпоративним, договірним та нормативним вимогам щодо забезпечення безпеки даних, використовуючи спеціальні пристрої для захисту обладнання (HSM) у хмарі AWS.
- AWS Key Management Service (KMS) — це керована служба для створення та керування ключами шифрування.
- Amazon EC2 Container Service (ECS) — це широкомасштабна та швидка служба управління Docker контейнерами.

### Служби адміністрування
- Amazon API Gateway — служба для публікації, підтримки та захисту API вебсервісів.
- Amazon CloudSearch — забезпечує базовий текстовий пошук та індексування текстового вмісту.
- Amazon DevPay — білінг система та система управління обліковими записами для програм, які були розроблені поверх вебсервісів Amazon (Amazon Web Services).
- Amazon Elastic Transcoder (ETS) — забезпечує перекодування відео, розміщене на S3, перш за все як спосіб перетворення файлів у версії для мобільних пристроїв.
- Amazon Simple Email Service (SES) — надає групове й транзакційне надсилання електронної пошти.
- Amazon Simple Queue Service (SQS) — забезпечує розміщення черги повідомлень для вебпрограм.
- Amazon Simple Notification Service (SNS) — забезпечує розміщення мульти-протокольних «push» повідомлень для застосунків.
- Amazon Simple Workflow (SWF) — це робочий процес для створення масштабованих та гнучких програм.
- Amazon Cognito — це служба ідентифікації користувачів та синхронізації даних, яка безпечно керує та синхронізує дані користувацьких застосунків на їхніх мобільних пристроях[17].
- Amazon AppStream 2.0 — служба з швидким мережевим відгуком, яка транслює ресурсоємні застосунки та ігри з хмари використовуючи технології NICE DVC[18].

### Аналітика
- Amazon Athena — інтерактивна служба запитів, яка полегшує аналіз даних у Amazon S3, використовуючи стандартний SQL. Athena безсерверна, тому для керування не існує інфраструктури, і ви платите лише за запити, які ви запускаєте[19].
- Amazon Elastic MapReduce (EMR) — забезпечує PaaS сервіс, який надає каркас Hadoop для запуску запитів MapReduce. Працює на інфраструктурі EC2 та Amazon S3.
- Amazon Machine Learning — допомагає розробникам усіх рівнів кваліфікації використовувати технологію машинного навчання[20][21]
- Amazon Kinesis — хмарний сервіс для обробки великої кількості розпроділених потоків даних в режимі реального часу. Сервіс транслює дані в режимі реального часу з можливістю обробки тисяч потоків даних в секунду. Дозволяє розробникам витягувати будь-яку кількість даних з будь-якої кількості джерел, збільшуючи або зменшуючи кількість джерел при необхідності. Він має деяку схожість по функціоналу з Apache Kafka[22].
- Amazon Elasticsearch Service — забезпечує повністю керовані послуги Elasticsearch та Kibana[23].
- Amazon QuickSight — інструмент бізнес-аналізу, аналітики та візуалізації. Він надає спеціальні послуги шляхом підключення до джерел даних AWS або сторонніх джерел[24].

## Блокування

### Збої
28 лютого 2017 року, перебої в роботі серверів Amazon Web Services спричинили часткове «падіння» десятків сайтів. Згідно повідомлення The Verge, сайти не в змозі були завантажити власний образ системи, оскільки їхня мережа спиралася на Amazon. Зокрема, частково не працював менеджер завдань Trello, сервіс запитань Quora та платфома Coursera. Amazon повідомив, що збій стався в його хостинговому сервісі Amazon S3.
13 червня 2023 року, починаючи з 14:45 за східним часом, у США стався масштабний збій Amazon Web Services, унаслідок чого впродовж кількох годин не могли працювати великі вебсайти, зокрема медіа Boston Globe і транспортний сайт Нью-Йорка Metropolitan Transit Authority. Близько 15:00 за східним часом сайт DownDetector для відстеження збоїв зафіксував близько 12 тисяч повідомлень про проблеми з доступом до служб AWS. Збій викликав затримки в русі поїздів і автобусів та навіть перешкодив окремим ЗМІ вчасно опублікувати репортаж про появу колишнього Президента США Дональда Трампа в суді в Маямі. Хвиля масових звернень почала спадати через три години. Згідно повідомлення CNN, до 18:42 за східним часом, службам AWS вдалося усунути технічні несправності та відновити роботу серверів.

## Різне
- Amazon Marketplace Web Service (MWS) — інтегрований веб API, який допомагає продавцям на Amazon програмно обмінюватися списками, замовленнями, платежами, звітами тощо. Інтеграція даних з Amazon забезпечує високий рівень автоматизації продаж, що може допомогти продавцям розвивати свій бізнес. Використовуючи Amazon MWS, продавці можуть підвищити ефективність продаж, знизити вимоги до праці та скоротити час відповіді клієнтів. Amazon MWS безкоштовний сервіс, але для його використання вам необхідно мати обліковий запис продавця Amazon MWS, і ви повинні зареєструватися для його використання.
- Amazon Fulfillment Web Service — надає продавцям програмний вебсервіс для надсилання товарів з/до Amazon. Ця служба більше не буде підтримуватися компанією Amazon. Вся функціональність цієї служби тепер передана Amazon Marketplace.
- Amazon Historical Pricing — забезпечує доступ до минулих (історичних) даних про продажі. (Виглядає так, ніби ця послуга була припинена.)
- Amazon Mechanical Turk (Mturk) — керує невеликими одиницями роботи, розподіленими серед багатьох людей.
- Amazon Product Advertising API — раніше відомий як Amazon Associates Web Service (A2S) та Amazon E-Commerce Service (ECS). Забезпечує доступ до даних про продукти Amazon та функціонування електронної комерції.
- Amazon Gift Code On Demand (AGCOD) — для корпоративних клієнтів. Дозволяє компаніям миттєво розподіляти подарункові картки Amazon (подарункові коди), будь-якої вартості, інтегруючи технологію подарункових карт Amazon у програму лояльності клієнтів, програму стимулювання працівників та платформу розподілених виплат[29].
- AWS Partner Network (APN) — надає технологічним партнерам та партнерам-консультантам технічну інформацію та підтримку по продажам і маркетингу для збільшення можливостей бізнесу за допомогою AWS. Запущений у квітні 2012 р., APN складається з партнерів по технологіям, включаючи незалежних постачальників програмного забезпечення (ISV), постачальників засобів, платформ та інших[30][31][32] Консалтингові партнери включають в себе системних інтеграторів (SI), агентства, консультантів, провайдерів керованих послуг (MSP) та інші. Потенційні технологічні та консультаційні партнери повинні відповідати вимогам технічного та нетехнічного навчання, встановленим AWS[33].
- Amazon Lumberyard — безкоштовний ігровий рушій AAA-класу, інтегрований з AWS[34].
- Amazon Chime — це корпоративне сервісне агентство, яке може використовуватись для голосових повідомлень, відеоконференцій та миттєвих повідомлень[35].
- AWS Graviton — сімейство власних процесорів, які використовуються у серверах компанії.

## Ключові персони
- Andrew Jassy (CEO)
- Werner Vogels (CTO, VP)